# Kuroshiodaphne fuscobalteata
Kuroshiodaphne fuscobalteata é uma espécie de gastrópode do gênero Kuroshiodaphne, pertencente a família Raphitomidae.